# Jamuna
Jamuna är en flod i Bangladesh, en arm av Brahmaputra. Den rinner genom den centrala delen av landet, 70 km väster om huvudstaden Dhaka.